# Edwin Frederick O’Brien

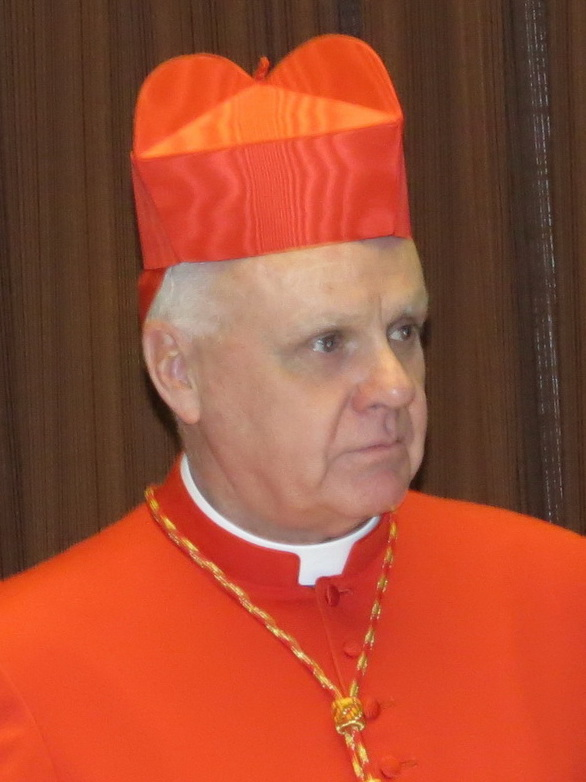
Kardinal O’Brien, 2012

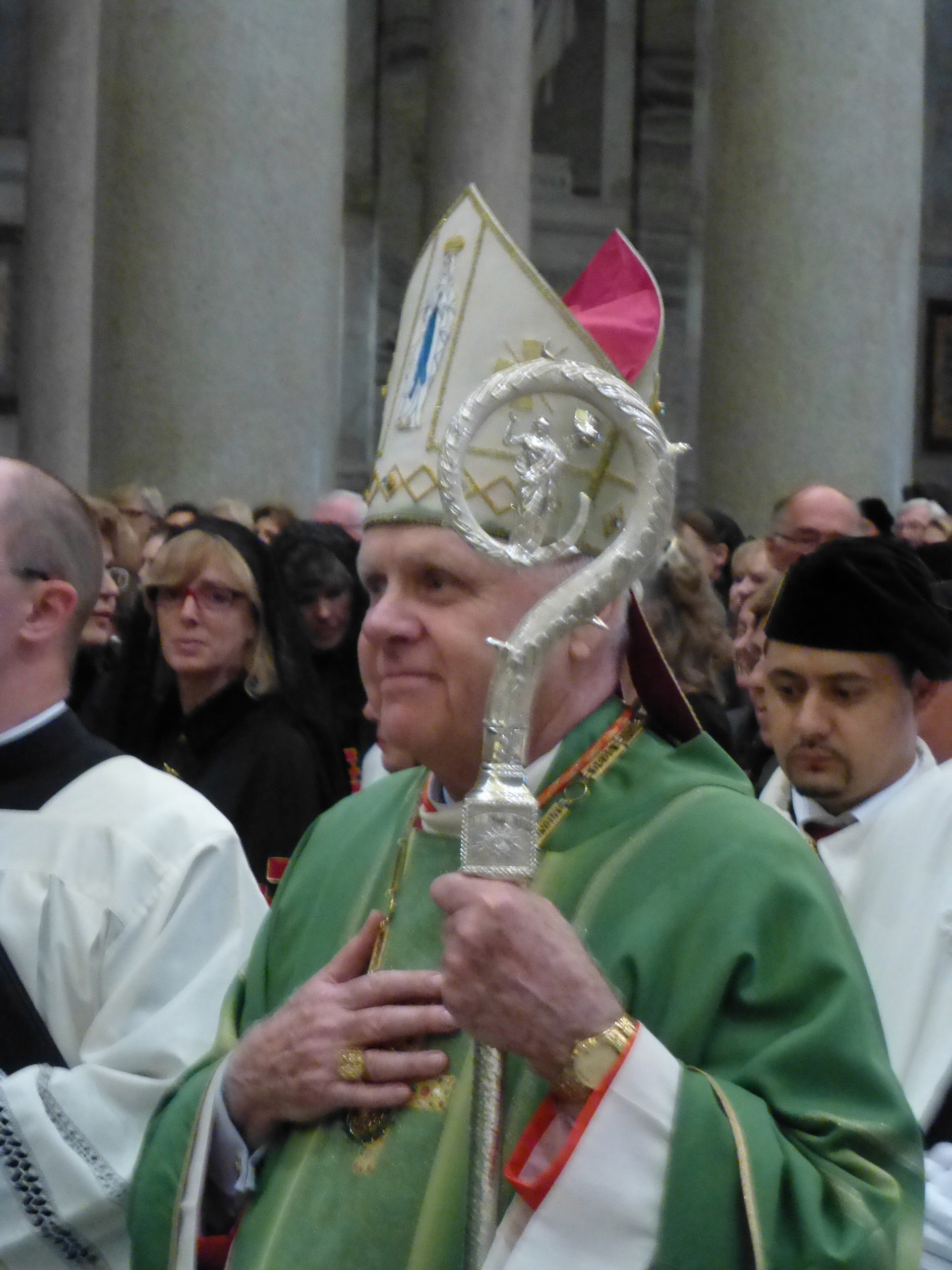
Kardinalgroßmeister O’Brien, OESSH Wallfahrt 2013

Kardinalwappen von Edwin Frederick O’Brien

Edwin Frederick Kardinal O’Brien OESSH (* 8. April 1939 in New York) ist ein US-amerikanischer Kurienkardinal der römisch-katholischen Kirche. Er war von 2011 bis 2019 Großmeister des Ritterordens vom Heiligen Grab zu Jerusalem.

## Leben

### Ausbildung und Tätigkeit
Edwin O’Brien wurde im New Yorker Stadtteil Bronx geboren und besuchte dort mehrere Schulen in katholischer Trägerschaft. Nach dem Ende der Schulzeit studierte er Katholische Theologie und Philosophie am erzbischöflichen Priesterseminar St. Joseph in Dunwoodie (Yonkers). Am 29. Mai 1965 empfing er durch Francis Kardinal Spellman das Sakrament der Priesterweihe.
Anschließend war er Kaplan der Most Holy Trinity Parish und Zivil-Kaplan der United States Military Academy in West Point. Von 1970 bis 1973 war er Militärkaplan der US-Army bei der 82. US-Luftlandedivision im Fort Bragg in North Carolina (1970–71), bei der 173. US-Luftlandebrigade und der 1. US-Kavalleriedivision in Vietnam (1970–71) und im Fort Gordon in Georgia (1972–73); sein letzter Dienstgrad war Captain.
Nach dieser Zeit wurde er für Studien am Päpstlichen Nordamerika-Kolleg in Rom freigestellt und promovierte 1976 im Fachgebiet Moraltheologie an der Päpstlichen Universität „St. Thomas von Aquin“ mit einer Dissertation zum Thema The Origin and Development of Moral Principles in the Writings of Paul Ramsey (deutsch Ursprung und Entwicklung von moralischen Prinzipien bei Paul Ramsey).
1976 wurde er Kaplan an der Saint Patrick’s Cathedral in New York und Vizekanzler des Erzbistums. 1981 wurde er zum Diözesandirektor für die sozialen Kommunikationsmittel berufen und war seit 1983 persönlicher Sekretär von Terence Kardinal Cooke, dem New Yorker Erzbischof. Gleichzeitig übernahm er die Aufgabe des Seelsorgers für die katholischen Mediziner der Erzdiözese. 1983 wurde er von Papst Johannes Paul II. zum Monsignore ernannt.
Edwin O’Brien war Regens (Rektor) des erzbischöflichen Priesterseminars Saint Joseph in Dunwoodie in Yonkers, New York (1985–89; 1994–97) und Rektor des Päpstlichen Nordamerika-Kollegs in Rom (1990–94).

### Weihbischof in New York und Militärerzbischof USA
Am 6. Februar 1996 ernannte ihn Papst Johannes Paul II. zum Titularbischof von Thizica und bestellte ihn zum Weihbischof in New York. Die Bischofsweihe spendete ihm am 25. März 1996 der Erzbischof von New York, John Joseph Kardinal O’Connor; Mitkonsekratoren waren Patrick Sheridan, Weihbischof in New York, und John Gavin Nolan, US-amerikanischer Militärweihbischof. Sein Wahlspruch lautet: “Pastores dabo vobis” (deutsch: „Ich gebe Euch Hirten“)und entstammt dem Buch Jeremia (Jer 3,15 ).
Bereits ein Jahr später, am 7. April 1997, wurde er zum Koadjutor-Militärerzbischof der Vereinigten Staaten ernannt und zum Titularerzbischof pro hac vice von Thizica erhoben. Am 12. August desselben Jahres wurde er schließlich Militärerzbischof der Vereinigten Staaten von Amerika.

### Erzbischof von Baltimore
Papst Benedikt XVI. berief O’Brien am 12. Juli 2007 zum Erzbischof des Erzbistums Baltimore. Die Amtseinführung durch Erzbischof Pietro Sambi, den Apostolischen Nuntius in den USA, fand am 1. Oktober desselben Jahres statt. Am 29. Juni 2008 (Peter und Paul) nahm er in Rom das Pallium entgegen.

### Kardinal-Großmeister des Ritterordens vom Heiligen Grab zu Jerusalem
Am 29. August 2011 ernannte ihn Papst Benedikt XVI. zum Pro-Großmeister des Ritterordens vom Heiligen Grab zu Jerusalem. Den vollen Titel „Großmeister“ erhielt O’Brien am 15. März 2012. Er ist Kollarritter des Ritterordens (KCollHS).
Im Konsistorium vom 18. Februar 2012 nahm ihn Benedikt XVI. als Kardinaldiakon mit der Titeldiakonie San Sebastiano al Palatino in das Kardinalskollegium auf. Nach dessen Rücktritt nahm Kardinal O’Brien am Konklave 2013 teil, das Papst Franziskus wählte.
Am 8. Dezember 2019 wurde Fernando Filoni von Papst Franziskus zum Großmeister des Ritterordens vom Heiligen Grab zu Jerusalem ernannt. Er tritt die Nachfolge von Edwin Frederick O’Brien an, dessen altersbedingtem Ruhestandsgesuch von Papst Franziskus stattgegeben wurde. Am 4. März 2022 wurde O’Brien von Papst Franziskus unter Beibehaltung seiner Titeldiakonie als Titelkirche pro hac vice zum Kardinalpriester ernannt.

## Mitgliedschaften in der Kurie
- Kongregation für das Katholische Bildungswesen (2007–2019).[8]
- Kongregation für die orientalischen Kirchen (2012–2019)[9]
- Päpstlicher Rat Cor Unum (2012–2019)[10]
- Kongregation für die Selig- und Heiligsprechungsprozesse (2015–2019)[11]

## Ehrungen
- Ehrendoktorwürde in Humane Letters der John Cabot University (2013)
- Ehrendoktorwürde der Rechtswissenschaften der St. John’s University (New York) (2013)

## Schriften
- The origin and development of moral principles in the writings of Paul Ramsey. Angelicum, 1978. (Dissertation)
- A Priest’s Life: The Calling, the Cost, the Joy. Word Among Us, 2010, ISBN 978-1-59325-168-0. (zusammen mit Patricia Mitchell)
- The Commandments We Keep: A Catholic Guide to Living a Moral Life (Pillars of Faith). Ave Maria Press, 2011, ISBN 978-1-59471-261-6. (zusammen mit Peter Vaghi)